# Pitala
Pitala es una ciudad censal situada en el distrito de Ganjam en el estado de Odisha (India). Su población es de 4458 habitantes (2011). Se encuentra a  27 km de Brahmapur y a 156 km de Bhubaneswar.

## Demografía
Según el censo de 2011 la población de Pitala era de 4458 habitantes, de los cuales 2265 eran hombres y 2193 eran mujeres. Pitala tiene una tasa media de alfabetización del 75,18%, superior a la media estatal del 72,87%: la alfabetización masculina es del 82,74%, y la alfabetización femenina del 67,45%.